# Inglisia grevilleae
Inglisia grevilleae är en insektsart som beskrevs av Hall 1935. Inglisia grevilleae ingår i släktet Inglisia och familjen skålsköldlöss.
Artens utbredningsområde är Zimbabwe. Inga underarter finns listade i Catalogue of Life.